# Cornulum
Cornulum is een geslacht van sponsdieren uit de klasse van de Demospongiae (gewone sponzen).

## Soorten
- Cornulum achela Hentschel, 1912
- Cornulum antarcticum Göcke & Janussen, 2013
- Cornulum clathriata (Koltun, 1955)
- Cornulum enteromorphoides Fristedt, 1887
- Cornulum globosum Lehnert & Stone, 2015
- Cornulum johnsoni (de Laubenfels, 1934)
- Cornulum textile Carter, 1876
- Cornulum toxiferum (Wilson, 1925)
- Cornulum tubiforme Burton, 1935
- Cornulum tylota (Boury-Esnault, 1973)
- Cornulum virguliferum (Lévi & Lévi, 1983)